# Tassy Pál
Tassy Pál, Tassi (Kungyalu (Kunszentmárton), 1850. január 10. (keresztelés) — Budapest, Ferencváros, 1912. március 11.) jogtanár, író, köz- és váltóügyvéd, képesített egyetemi magántanár.

## Élete
Tassy (Tassi) László és Nagy Terézia fia. A kecskeméti piarista gimnáziumban tanult, majd a jogot Pozsonyban, Pesten és Bécsben végezte. 1875 és 1886 között a kecskeméti jogakadémián a nemzetgazdaságtan és pénzügyi jog rendes tanára és az ottani jótékony nőegylet titkára volt; később királyi alügyész lett. Színdarabokat is írt. Halálát béldaganat okozta. Felesége Sántha Olga volt, akivel 1879. május 3-án kötött házasságot Cegléden.

## Munkái
- Egy tárcza miatt. Bohózat 1 felv. Kecskemét, 1878. (Előadatott Kecskeméten 1877. decz. 18.).
- A magyar pénzügyi jog vezérfonala. (Pénzügyi törvényisme.) U. ott, 1885.
- Emlék-adatok a kecskeméti jótékony nőegylet multjából. U. ott, 1885.
- Az európai nemzetközi jog vezérfonala: Jogtanulók, szigorlók részére és magánhasználatra. U. ott, 1887.

### Kéziratban
- Kossa Modol, népszínmű. (Ism. Kecskeméti Lapok 1886. 51. sz.).